# Limbă literară
Limba literară este, din punct de vedere sociolingvistic, una din varietățile unei limbi. Conceptul de limbă literară a cunoscut și cunoaște o seamă de interpretări lingvistice și extralingvistice, în funcție de ideile dominante ale epocilor istorice, de ideile a diferiți literați și a diferiți lingviști. Diferențele privesc atât definirea și delimitarea ei față de celelalte varietăți ale limbii, cât și rolul său în literatură, în cultură, în învățământ și în societate.
Tratarea noțiunii de limbă literară nu poate fi despărțită de cea a noțiunilor de limbă comună și limbă standard. Raportul dintre acestea a fost în decursul timpului și este văzut în moduri diferite. La începuturi a fost standardizată limba literară și s-a impus ca standard pentru limbă în general, dar treptat standardul s-a bazat tot mai mult pe limba comună, iar în prezent, limba literară este considerată cel mult ca fiind cea a beletristicii, iar noțiunea ei este delimitată de cea a limbii standard.

## Formarea limbii literare
În sensul originar al termenului, limba literară este limba literaturii artistice, inclusiv a scrierilor religioase. Înainte de a se putea vorbi de limba unitară a unei națiuni, s-au format varietăți literare ale unor idiomuri considerate dialecte după formarea limbii naționale din care fac parte acestea. Astfel, pentru limba română, Gheorghe Ivănescu susținea existența în secolul al XVI-lea a cinci „dialecte literare”, după cum le numea, care s-au redus la patru în secolul al XVIII-lea: muntenesc, moldovenesc, ardelenesc și bănățean. Până la urmă, baza limbii literare române a devenit dialectul literar muntenesc, iar limba literară unitară a înglobat elemente și din celelalte.
Formarea unei limbi literare unice pe baza unui dialect literar, cu aporturi din celelalte este propriu și altor limbi. După ce au existat literaturi în mai multe idiomuri oïl, precum cel picard sau cel valon, până la urmă dintre ele a rămas vivace literatura în idiomul care urma să devină limba franceză. Baza limbii literare italiene este idiomul literar din Toscana, în care a scris, printre alții, Dante Alighieri. Limba literară maghiară s-a format pornind de la literatura scrisă în dialectele din est, iar cea albaneză de la una din cele două dialecte principale ale ei, dialectul tosk.

## Concepții despre limba literară
În legătură cu funcția limbii literare din punctul de vedere al comunicării prin limbă în cadrul unei comunități lingvistice, există două concepții principale. Prima este tradițională, conform căreia normele stabilite pentru limba literară se aplică folosirii limbii în general, adică, cu un termen din sociolingvistică, limba literară este limbă standard. A doua, relativ recentă, distinge limba standard de limba literară, reducând-o pe aceasta la limba literaturii artistice și, eventual, la cea a scrierilor din sfera culturală în general.

### Limba literară ca limbă standard
De regulă, standardizarea limbilor a pornit de la cea a varietății lor literare, iar în epoca standardizării, normele limbii literare au fost impuse ca valabile pentru limbă în general, astfel confundându-se limba literară cu ceea ce se numește „limbă standard”. Această concepție s-a perpetuat până relativ aproape de epoca actuală.
În opinia lingviștilor sovietici din anii 1960-1990, limba literară este o formă superioară a limbii naționale, elaborată de-a lungul istoriei, normată și corectă, fiind limba operelor literare, a mass mediei, a teatrului, a științelor, a instituțiilor oficiale, a școlii etc. Prin calitățile sale superioare față de ale celorlalte varietăți ale limbii, ea corespunde nevoilor culturale ale comunității, având mijloacele optime pentru exprimarea ideilor și sentimentelor, și asigură comunicarea socială la scară mare. Este însușită și folosită de partea cultă a comunității, fiind comună întregului popor și acceptată ca exemplară.
La unii lingviști români se regăsește o concepție asemănătoare. Pentru Ion Gheție, de exemplu, „limba literară ar putea fi definită drept aspectul cel mai îngrijit (sau varianta cea mai îngrijită) a(l) limbii naționale, care servește ca instrument de exprimare a celor mai diverse manifestări ale culturii și se caracterizează prin respectarea unei norme impuse cu necesitate membrilor comunității căreia i se adresează”, iar după Mioara Avram, „gramaticile normative formulează reguli explicite și prescriptive, adăugând judecăți de valoare cu privire la folosirea unei forme sau construcții apreciate drept corectă sau greșită în varietatea literară a limbii”.
În legătură cu limba maghiară, într-o lucrare din 1971 se afirmă că limba literară „este varietatea cea mai bogată a limbii întregului popor, cu caracter artistic, diferențiată, fiind totodată unitară și normativă. […] are un rol directiv în dezvoltarea atât a limbii în general, cât și a varietăților sale”.

### Limbă literară și limbă comună
La unii lingviști, pe lângă noțiunea de limbă literară apare și cea de limbă comună. Gheorghe Constantinescu-Dobridor definește limba comună ca „aspect[ul] actual al limbii vorbite de o națiune, bazat pe o cât mai mare uniformitate cerută de practica comunicării, însușită de întreaga colectivitate, indiferent de apartenența dialectală a vorbitorilor”, deci nu o raportează la limba literară. Pentru alți lingviști, „limbă literară” și „limbă comună” sunt sinonime. După părerea altora, limba comună este varianta vorbită a limbii literare.

### Limbă literară, limbă comună și limbă standard
La unii lingviști care folosesc termenul „limbă standard”, acesta apare ca sinonim al lui „limbă comună”, iar limba literară este definită ca limba operelor literare, având la bază limba comună îngrijită, dar și specificul de a putea include oricare altă varietate a limbii.
Alți lingviști nu folosesc noțiunea de limbă comună, ci numai noțiunile de limbă standard și limbă literară, care după ei nu se confundă, dar sunt strâns legate. Astfel, pentru lingvistul italian Gaetano Berruto, în trecut a existat numai o italiană standard literară, cea a tradiției literare scrise, dar în prezent, pe lângă aceasta există și o italiană neo-standard care include forme și expresii din registre ale limbii precum cel familiar. Acestea sunt acceptate fie prin folosirea lor de către vorbitorii cu un grad înalt de instruire care caută efecte expresive, fie prin mediile în care se folosesc, cum sunt televiziunea și radioul. Autorul dă și exemple de propoziții în cele două varietăți:
- italiană standard literară: La informo che non potremo venire „Vă informez că nu vom putea veni”;
- italiană neo-standard: Le dico que non possiamo venire „Vă spun că nu putem veni”.

Pentru Emilian Vasiliu, limba standard este „româna literară folosită în mod curent (adică în împrejurări neoficiale) de un vorbitor instruit”.
În cazul limbii germane, lingvista Renate Batsch distinge în cadrul limbii standard o limbă literară scrisă și un standard german vorbit, apropiat de limba literară, menționând că „varietatea «superioară» a limbii standard este limba literară”. Pune în ghilimele „superioară”, dat fiind că nu emite judecăți de valoare în legătură cu diferitele varietăți ale limbii.
După lingvistul maghiar Béla Kálmán, „varianta scrisă a varietății standard se obișnuiește a se numi și limbă literară”.
Lingvista slovacă Jana Svobodová distinge mai net limba literară, care ar fi cea a comunicării oficiale și scrise, de limba standard, care ar fi semioficială, vorbită și scrisă.
În legătură cu limba albaneză, Edlira Mantho consideră că noțiunea de limbă literară este mai largă decât cea de limbă standard, cuprinzând-o pe aceasta din urmă, dar incluzând-o și pe cea de limbă a literaturii artistice, care poate fi și dialectală. Ideea pornește de la situația limbii naționale albaneze, care se bazează pe limba literaturii în dialectul tosk, vorbit în partea de sud a Albaniei, dominantă în perioada trezirii conștiinței naționale. Normele limbii literare a dialectului tosk au fost impuse ca standard unic pentru toată țara și pentru albanezii din Kosovo, parte a Iugoslaviei, în timp ce până la instaurarea regimului comunist a continuat să existe literatură și în dialectul gheg, vorbit în nordul Albaniei și în Kosovo. În timpul comunismului a fost interzisă literatura în acest dialect, dar după căderea acestuia s-a reluat, și în Kosovo se confruntă ideea de a nu se mai folosi albaneza standard bazată pe dialectul tosk cu opinia de a o păstra ca limbă standard a tuturor albanezilor.

### Critica concepției tradiționale despre limba literară
În anii 2000 au apărut lingviști care merg mai departe decât distingerea limbii standard de limba literară și critică concepția tradițională despre ce ar trebui să fie limba standard.
Lingvista maghiară Mária Molnár, bunăoară, constată că începând cu perioada standardizării limbii literare și cu impunerea ei ca limbă standard s-a continuat pe această cale până la sfârșitul regimurilor autoritare în Ungaria, adică până în anii 1980. „Așa-numita folosire exigentă a limbii, propagată în timpul regimului socialist ca proprie omului cult, viza corectitudinea limbii. Încarnarea acesteia era limba literară, respectiv limba comună cultă ca variantă/variante de limbă standard. Ideologia epocii a fixat ca scop răspândirea acestei variante standard ca parte a unificării politico-sociale și de întărire a unității”. Lingvista mai afirmă că fiecare variantă a limbii își are normele ei, niciuna nefiind superioară celorlalte, și că aceste norme se caracterizează printr-un dinamism permanent. De aceea, „concepția despre normă interpretată dinamic, existența varietății normelor ca specific al limbii maghiare vii este cea care trebuie prezentată în experiența predării limbii maghiare, indiferent de obiectivele acesteia”.
În legătură cu limba cehă, o idee analogă este emisă de Vera Schmiedtová. Argumentul ei este întărit de o situație specifică a acestei limbi. Standardul ei nu este ceea ce ea numește „limba comună” vorbită în mod curent, ci normele aspectului scris al limbii literare cehe formate în secolul al XIX-lea, impuse ca standard după Primul război mondial de către membrii Cercului lingvistic de la Praga. Or limba comună prezintă diferențe mari față de limba literară, mai ales în fonetism și în morfologie. De exemplu, în declinare, câteva desinențe sunt diferite în cele două varietăți. În vorbire, și persoane cu un nivel înalt de instruire amestecă formele literare cu cele comune. În aceste condiții, Schmiedtová propune stabilirea standardului pe baza „Corpusului național ceh”, o bază de date la care se lucrează incluzând cărți/texte ce se bucură de popularitate. Totodată, mai propune ca în predarea limbii materne măcar să se prezinte în paralel limba literară și limba comună. De altfel, lucrările destinate predării limbii cehe ca limbă străină se ocupă în paralel cu formele ambelor varietăți.

### Limba literaturii
Unii autori nu mai fac nicio legătură între limba literaturii și limba standard. Lingvistul maghiar László Cseresnyési arată că „uneori expresia limbă literară (precum în germană Literatursprache) nu se referă la tipul de limbă național unitar, ci pur și simplu numai la limbajul operelor literare (fie chiar dialectale)”.
Schimbările petrecute în limba literaturii în decursul timpului îi fac chiar pe unii autori să se întrebe dacă de fapt mai există o asemenea limbă. Aceste schimbări se văd bine în cazul limbii literaturii franceze. Standardizarea acesteia a avut loc în perioada clasicismului (secolul al XVII-lea), pe baza limbajului aristocrației de la curtea regelui, care era foarte diferit de limba vorbită în afara acesteia. Normele limbii literare au fost urmate de scriitorii importanți ai acelui secol și ai celui următor. Ele au fost fixate prin gramatici și dicționare, devenind prescriptive și pentru predarea limbii în școli. Astfel, în acea epocă, limba literară se confunda cu limba standard. Limba literaturii s-a schimbat în prima jumătate a secolului al XIX-lea prin acceptarea de elemente ale limbii efectiv folosite de vorbitori, datorită unor factori precum atitudinea rebelă a romantismului față de clasicism. Începând cu a doua jumătate a secolului al XIX-lea, limba literaturii s-a îndepărtat și mai mult de standardul fixat în perioada clasicismului, rămânând totuși autonomă față de limba comună prin trăsături care îi erau proprii. De la sfârșitul secolului al XX-lea, limba literaturii a încetat să se mai perceapă ca autonomă sau să vrea a fi astfel. Limba literaturii artistice actuale este foarte diversă, având trăsături din toate registrele și varietățile limbii, ca și din limba literară din trecut.